# Họ Thằn lằn vảy cục
Xenosauridae là một họ thằn lằn dạng thằn lằn rắn (Anguimorpha) với các loài còn sinh tồn chỉ thuộc chi Xenosaurus, bản địa của khu vực Trung Mỹ (Mexico, Guatemala). Xenosauridae cũng bao gồm các chi đã tuyệt chủng Exostinus và Restes. Được biết đến trong tiếng Anh như là knob-scaled lizards (thằn lằn vảy bướu), chúng có các vẩy tròn, mấp mô và các da xương. Phần lớn các loài ưa thích môi trường sống ẩm ướt hay bán thủy sinh, mặc dù chúng là phổ biến rộng trong khu vực bản địa, với một số loài thậm chí còn sinh sống trong các môi trường cây bụi bán khô cằn. Chúng là động vật ăn thịt hoặc ăn côn trùng, và đẻ ra con non.
Hồ sơ hóa thạch của Xenosauridae kéo dài tới cuối Creta muộn với hóa thạch của loài Exostinus lancensis. Xenosauridae là một phần của nhánh (hay nhóm tiến hóa) gọi là Carusioidea, mà trong đó ngoài họ Xenosauridae ra còn có chi tuyệt chủng là Carusia.

## Chuyển đi

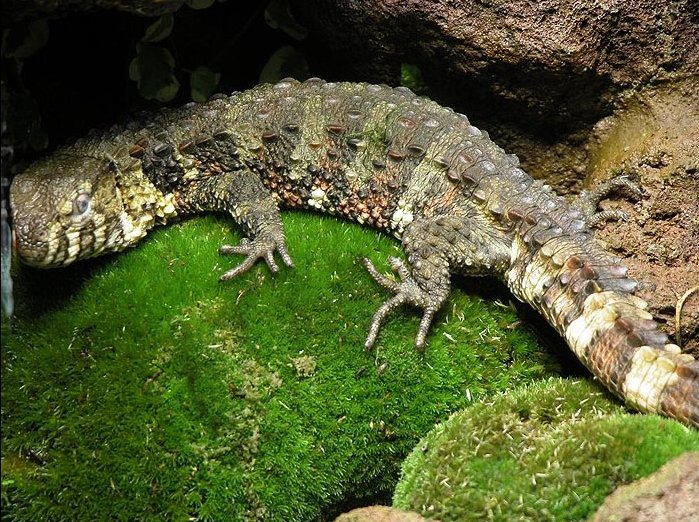
Thằn lằn cá sấu Trung Quốc (Shinisaurus crocodilurus) một thời từng được coi là thuộc họ Xenosauridae.

Shinisaurus, chi với loài duy nhất là Shinisaurus crocodilurus (thằn lằn cá sấu), một thời từng được coi là thuộc họ Xenosauridae, nhưng phần lớn các nghiên cứu gần đây về quan hệ tiến hóa trong phạm vi Anguimorpha đều cho thấy Shinisaurus có quan hệ họ hàng gần với kỳ đà hơn là với Xenosaurus.